# Buchanan (Virgínia)
Buchanan é uma cidade  localizada no estado norte-americano de Virginia, no Condado de Botetourt.

## Demografia
Segundo o censo norte-americano de 2000, a sua população era de 1233 habitantes. 
Em 2006, foi estimada uma população de 1236, um aumento de 3 (0.2%).

## Geografia
De acordo com o United States Census Bureau tem uma área de 
6,4 km², dos quais 6,3 km² cobertos por terra e 0,1 km² cobertos por água. Buchanan localiza-se a aproximadamente 379 m acima do nível do mar.

## Localidades na vizinhança
O diagrama seguinte representa as localidades num raio de 24 km ao redor de Buchanan. 